# Actinostemon concepcionis
Actinostemon concepcionis är en törelväxtart som först beskrevs av Robert Hippolyte Chodat och Emil Hassler, och fick sitt nu gällande namn av Bénédict Pierre Georges Hochreutiner. Actinostemon concepcionis ingår i släktet Actinostemon och familjen törelväxter. Inga underarter finns listade i Catalogue of Life.